# Jihadi John
Mohammed Emwazi, de son nom de naissance Muhammad Jassim Abdulkarim Olayan al-Dhafiri (en arabe : محمد جاسم عبد الكريم عليان الظفيري) également désigné sous les noms de guerre Abou Mouharib al-Mouhajir ou Abou Abdoullah al-Britani, né le 17 août 1988, à Al Jahra, et mort le 12 novembre 2015, à Raqqa, est un bourreau de l'État islamique.
Il serait la personne vue dans plusieurs vidéos de l'organisation État islamique montrant les décapitations d'un certain nombre de captifs en 2014 et 2015. Un groupe de ses otages l'a surnommé « John » parce qu'il faisait partie d'une cellule terroriste composée de quatre personnes aux accents anglais, qu'ils ont appelée « The Beatles » ; la presse a ensuite commencé à l'appeler « Jihadi John » (en français : John le djihadiste) ou Djihad John.
Le 12 novembre 2015, des responsables américains annoncent qu'il a été touché par une frappe de drone à Raqqa, en Syrie. Sa mort est confirmée par l'EI en janvier 2016.

## Biographie
Mohammed Emwazi naît le 17 août 1988 à Al Jahra, au Koweït. Sa famille, d'origine irakienne, s'installe à Londres en 1993, après la guerre du Golfe,. Son père dirige une entreprise de taxis, sa mère est femme au foyer. Bon élève, il mène une enfance tranquille. En 2006, il rejoint l'université de Westminster et en 2009 il finit diplômé en programmation informatique,,. Cependant, il se radicalise au cours de ses études et en 2009 il commence à attirer l'attention du MI5, les services de renseignements britanniques.
Après ses études, il part faire un safari en Tanzanie, mais suspecté de chercher à rejoindre les chebab en Somalie, il est arrêté, peut-être à la demande de Londres, et renvoyé en Europe,. Il aurait été interrogé par le MI5, qui selon CAGE, une organisation de défense des droits des musulmans, aurait tenté sans succès de le recruter,. Mohammed Emwazi part ensuite brièvement vivre au Koweït pour vivre dans la famille de sa fiancée, puis retourne à Londres en mai 2010.
En 2012, Mohammed Emwazi parvient à quitter le Royaume-Uni et en 2013 il est signalé en Syrie.
Mohammed Emwazi rejoint alors un petit groupe affilié au Front al-Nosra qui pratique l'enlèvement d'otages occidentaux en vue d'en soutirer des rançons. Le groupe enlève ainsi James Foley et John Cantlie près de Taftanaz (en) le 22 novembre 2012, puis Federico Motka et David Haines près d'Atmé (en) le 13 mars 2013. En raison du fort accent britannique de leurs quatre geôliers, les otages les surnomment entre eux les « Beatles ». Mohammed Emwazi, considéré comme le plus grand et le plus posé du groupe, est surnommé « John » tandis que Shafee el-Sheikh est appelé « Ringo » et Alexanda Kotey « George ».
Vers le milieu de l'année 2013, le groupe des « Beatles » quitte le Front al-Nosra pour rallier l'État islamique en Irak et au Levant (EIIL). Il se rend alors avec ses captifs à Alep, à l'hôpital Qadi Askar, où l'EIIL a décidé de rassembler tous ses prisonniers. Mohammed Emwazi est alors actif dans les sous-sols de l'hôpital, reconverti en prison, où il participe aux séances de tortures qui sont infligées aux prisonniers, Occidentaux comme Syriens. Des vidéos des caméras de surveillance de l'hôpital sont retrouvées au domicile d'Ayham al S. (ancien émir de l'amniyat à Yarmouk) en janvier 2023 et rendues publiques par CNN le 5 septembre 2023,,,.
Début 2014, Jihadi John aurait reçu une balle dans le dos lors d'affrontements avec les rebelles à Haritan.
Fin 2014, l'État islamique décide d'exécuter plusieurs de ses otages occidentaux en représailles aux frappes aériennes de la coalition internationale menée par les États-Unis. Jihadi John apparaît alors comme bourreau dans les vidéos de décapitations des otages. C'est de sa main gauche que sont tués James Foley, Steven Sotloff, David Haines, Alan Henning, Peter Kassig, Kenji Gotō et Haruna Yukawa (ja). Il décapite également Wissaam Missa'af Attar, un soldat chrétien syrien de Hama (parfois présenté comme un conscrit, parfois comme un officier), fait prisonnier lors de la bataille de l'aéroport militaire de Tabqa, et exécuté avec 17 de ses compagnons d'infortune dans une vidéo publiée le 16 novembre 2014 sous le titre « N'en déplaise aux mécréants ».
En juin 2015, Jihadi John est filmé dans les environs de Deir ez-Zor en train de menacer le Royaume-Uni à visage découvert : « Je suis Mohammed Emwazi. Je retournerai bientôt en Grande-Bretagne avec le khalifa... Nous tuerons les kouffar... Je continuerai à couper des têtes. »,,. Récupérée par des combattants de l'Armée syrienne libre, la vidéo est diffusée deux mois plus tard, par bribes, par les médias britanniques,.
Dans la nuit du 11 au 12 novembre 2015, vers minuit, les renseignements britanniques localisent Jihadi John à la sortie de la mosquée al-Charaksa de Raqqa. Une heure plus tard, un commando du SAS décolle de la base aérienne Ali Al Salem (en) au Koweït à bord de deux Chinooks, direction le gouvernorat de Raqqa. Les hélicoptères se posent à 56 km au nord de Raqqa et, à 3 h du matin, des hommes du commando parviennent à atteindre une position sûre à 8 km au nord de Raqqa en avançant de nuit avec des buggies. De là, ils font décoller des mini-drones à 19 h afin de surveiller les alentours de la mosquée al-Charaksa. Les images des mini-drones sont retransmises en direct au 22 SAS à Hereford et au US Central Command à Doha. Jihadi John est identifié par le SAS. Trahi par sa démarche, son identité est confirmée par l'US Central Command, qui donne l'ordre de tir à 23 h 40 (UTC+3). La voiture de Jihadi John est alors frappée par un missile Hellfire tiré depuis un drone Reaper, décollé une heure plus tôt de la base aérienne d'Incirlik et piloté à distance depuis la base aérienne de Creech (en), près de Las Vegas. Depuis cinq mois, Jihadi John était épié par les services de renseignement occidentaux mais n'avait pas pu être visé jusque-là, du fait qu'il se trouvait fréquemment dans des lieux bondés (mosquées, aswaq etc.) et/ou en compagnie de femmes et d'enfants,.
Le 12 novembre 2015, sa mort dans une « frappe aérienne » américaine est annoncée par le porte-parole du Pentagone Peter Cook (en),. Le lendemain, sa mort est confirmée par des journalistes citoyens de Raqqa Is Being Slaughtered Silently, qui affirment qu'il a été tué dans la rue Fayçal, à une soixantaine de mètres de la mosquée al-Charaksa et du palais de justice, à 90 mètres de la place de l'Horloge et à 150 mètres des quartiers généraux de l'État islamique à Raqqa,.
Le 19 janvier 2016, l'État islamique lui rend un hommage posthume en lui consacrant les deux pages de sa rubrique Among the believers are men du treizième numéro de son webzine Dabiq. Dans ces deux pages, on apprend, entre autres, que Jihadi John aurait participé aux batailles de la base aérienne de Taftanaz et de la Division-17.